# Mihai Gafița
Pentru alte persoane având același nume de familie, a se vedea, Gafița (dezambiguizare).
Mihai Gafița (n. 21 octombrie 1923, comuna Baia, Județul Baia – d. 4 martie 1977, București) a fost un critic și istoric literar român.

## Biografie
S-a născut în familia funcționarului Vasile Gafița și al soției sale, Ana (n. Țărănița), primind la naștere prenumele Vlad-Mihai. Era fratele mai mare al prozatorului Viniciu Gafița (1926-2005). A urmat clasele primare la școala elementară din comuna Baia (1929-1933), apoi clasele gimnaziale și liceale la liceele „Nicu Gane” din Fălticeni (1933-1939) și „August Treboniu Laurian” din Botoșani (1940-1941). După un an de studii la Institutul Politehnic din București, secția electromecanică (1941-1942), s-a înscris la Facultatea de Litere și Filosofie a Universității din București, absolvind în 1946. A obținut în 1973 titlul de doctor în filologie.
După absolvirea facultății a lucrat ca președinte al Uniunii Naționale a Studenților Români (1946-1948) și profesor de matematică la Dămăroaia, lângă București (1948-1950). În anul 1950 a devenit profesor de istoria literaturii române la Școala de Literatură „Mihai Eminescu” (1950-1955), conducând Seminarul de creație al școlii, apoi a fost numit lector universitar de estetică și teoria literaturii la Universitatea din București (1955-1968). A desfășurat în paralel o activitate gazetărească: a fost redactor și șef al secției de critică la revistele Viața Românească (1951-1954) și Gazeta literară (1954-1956), apoi a devenit secretar al Uniunii Scriitorilor din România (1956-1960). A dus o viață grea în anii 1950, familia sa formată din patru persoane fiind nevoită să împartă timp de șapte ani un apartament de patru camere mai întâi cu o familie de patru persoane, iar apoi cu una de trei persoane.
Mihai Gafița a fost numit în funcția de redactor-șef la Editura de Stat pentru Literatură și Artă (devenită apoi Editura pentru Literatură), conducând sectorul de literatură română contemporană (1960-1969), iar ulterior a lucrat ca șef de secție la Editura Univers (1969-1970) și redactor-șef al Editurii Cartea Românească (1970-1977). Eseistul Ion Ianoși, care l-a cunoscut, îl descria astfel: „era acolo omul de temelie, prezent în permanență, pe birou mereu cu un enorm teanc de manuscrise, pe care trebuia să le avizeze. Amabil, dar scump la vorbă, nu depășea niciodată cadrul discuției...”, adăugând însă că era un „comunist disciplinat [...] un executant de încredere al directivelor primite”.
În calitate de editor a îngrijit mai multe ediții ale operelor lui Duiliu Zamfirescu, Cezar Petrescu, Ioan Al. Brătescu-Voinești, I.C. Vissarion, Vasile Alecsandri, Emil Gârleanu, Anton Holban, Ion Minulescu, Ion Petrovici ș.a. Mihai Gafița a murit, împreună cu soția sa, în Cutremurul din 4 martie 1977, în timp ce se afla în vizită, alături de Anatol E. Baconsky și soția acestuia (Clara), în apartamentul soților Veronica Porumbacu și Mihail Petroveanu, care locuiau în blocul Continental de pe strada Colonadelor (actuala Toma Caragiu). Gazdele petrecerii erau evrei și sărbătoreau ultima zi a săptămânii Paștelui Evreiesc. Blocul Continental s-a prăbușit în timpul cutremurului, iar corpul neînsuflețit al lui Mihai Gafița a fost găsit sub dărâmături abia în ziua de 9 martie, cu o lovitură foarte puternică la tâmplă, în timp ce trupul soției sale nu a fost găsit niciodată. Mihai Gafița a fost înmormântat în Cimitirul Străulești 2.

## Activitatea literară

### Scriitor și critic literar
Relațiile lui Mihai Gafița cu literatura își au originea în anii copilăriei. El a publicat versuri în revista Universul copiilor, începând din 1938, devenind ulterior secretar de redacție (1942-1945), redactor al paginii de jocuri (1943-1944) și succesor al lui Nicolae Batzaria în funcția de director (1945-1948). În paginile acestei reviste a publicat versuri, povestiri rimate și ritmate, cuvinte încrucișate, povești și romane pentru copii, sub diverse pseudonime (Mihail Băișeanu, Mihai Moldovan, Dan A. Șoimu, Dana Șoimu, Mihai Vlad, Mihai Dimiu, Aura Grui, S. Tih, Manuela Opriș, Gabriela Mocanu, Saadi Firuz etc.). În opinia sa, adevăratul debut a avut loc odată cu publicarea în 1944 a unui basm în versuri în Universul copiilor și a mai multor articole de critică literară în revista Academia (al cărei secretar de redacție a fost în anii 1944-1945).
Volumul de schițe literare Flautul lui Marsias (1977), apărut postum, a fost considerat de criticul Victor Felea „o carte despre scriitor și problemele sale, despre condiția scriitorului și a criticului despre tot ceea ce privește statutul de creator și de om al scriitorului”.
A publicat mai multe volume de critică și istorie literară, printre care două monografii dedicate scriitorilor Cezar Petrescu (1963) și Duiliu Zamfirescu (1969).

### Exeget al operei lui Cezar Petrescu
Mihai Gafița s-a remarcat în calitate de editor și critic literar al operei lui Cezar Petrescu, devenind, după cum considera criticul și istoricul literar Alex. Ștefănescu, un fel de consilier al scriitorului cu un rol nefast în evoluția carierei literare a acestuia; el l-a sfătuit să-și rescrie opera publicată înaintea celui de-al Doilea Război Mondial, în conformitate cu exigențele realismului socialist. Ca urmare, Cezar Petrescu a rescris romanul Războiul lui Ion Săracu (1945) - eliminând „reminiscențele concepției burgheze” și integrând noua creație literară în romanul Oameni de ieri, oameni de azi, oameni de mâine (1955), în care fostul soldat, ce căzuse rănit sub zidurile Budapestei, se întorcea în țară maturizat din punct de vedere politic și ajungea președinte de gospodărie agricolă colectivă - și a început să scrie un roman realist-socialist care urma să se încheie cu un epilog intitulat Înseninare ca replică la romanul Întunecare (1927-1928), ce-l făcuse celebru. Scriitorul nu avea însă răbdare să-și rescrie întreaga operă, preferând să scrie texte literare noi despre colectivizarea agriculturii și dispariția conflictelor interetnice în epoca socialistă, satirizând grosolan alegerile de altădată.
După moartea lui Cezar Petrescu la 9 martie 1961, Mihai Gafița a transformat manuscrisul voluminos de aproape 3.000 de pagini al romanului Vladim sau drumul pierdut (ce urma să fie o cronică a societății românești din secolul al XX-lea) într-un roman realist-socialist de aproximativ 500 de pagini, „purificat de orice tristețe demobilizatoare”. Alex. Ștefănescu îl considera pe Mihai Gafița un „expert în doctrina estetică promovată de partidul comunist”, un sfetnic abil și persuasiv al lui Cezar Petrescu ce ar fi devenit „un fel de umbră a scriitorului în ultima etapă a vieții acestuia”, la fel cum a fost Paul Georgescu pentru Mihail Sadoveanu.

## Familie
Mihai Gafița a fost frate cu scriitorul Diogene Gafița și cu prozatorul Viniciu Gafița (1926-2005), director al Editurii Ion Creangă. A fost căsătorit cu Ioana Gafița (n. Roșca, 12 decembrie 1926 - 4 martie 1977), cu care a avut doi copii: Gabriel Gafița (viitor scriitor și diplomat, n. 1952) și Mihnea Gafița (viitor traducător și istoric literar, n. 1960).

## Scrieri
- Norocel și Smeul Smeilor, basm în versuri, București, 1946;
- Titilică Spaima Smeilor, basm în versuri, București, 1947;
- Cezar Petrescu, monografie, București, 1963;
- Scriitori români contemporani. Prozatori – Poeți – Dramaturgi. Bibliografie de recomandare pentru biblioteci, în colab. cu Tiberiu Bănulescu, București, 1964;
- Duiliu Zamfirescu, monografie, București, 1969;
- Fața ascunsă a lunii. Studii de istorie literară, epoca 1870-1900, București, 1974;
- Flautul lui Marsias, schițe literare, București, 1977;
- Studii de istorie literară, ed. îngrijită de Gabriel Gafița, pref. de Aurelia Batali, București, 1979.

### Ediții îngrijite
- Cezar Petrescu, Romanul lui Eminescu, I-III, postfața editorului, București, 1968; Baletul mecanic, prefața editorului, București, 1975;
- Duiliu Zamfirescu, Opere, I-IV, prefața editorului, București, 1970-1974, V, București, 1982 (în colaborare cu Ioan Adam);
- Claudia Millian, Cartea mea de aduceri aminte, prefața editorului, București, 1973.